# 中国铁路胜利7型蒸汽机车
胜利7型蒸汽机车，为中国铁路一种干线客运用途的煤水车式蒸汽机车，前身为南满洲铁道的（Pashina，意指Pacifics第7型）型。

## 历史
パシナ型机车为达到高速运营、长途无停车的要求，而由被称为“机车之王”的吉野信太郎设计。在设计上，Pashina型机车采用完全流线型车体，减少30%的空气阻力，并使用普鲁士蓝涂装。此外，Pashina型机车装有施密特式E型给水预热装置、自动加煤机，煤水车的转向架使用SKF滚动轴承。
该型机车最初的车号范围为パシナ 970-981，前三辆机车由满铁沙河口工厂制造，最后九辆机车由川崎重工車輛公司制造。其中，于1934年10月制造完工的パシナ979号机车是川崎重工車輛公司制造的第1500辆机车；于1936年制造完工的パシナ981，采用了经过川西飞机公司风洞试验后重新设计的完全流线型车体。1938年4月后这些机车的车号重新编为パシナ 1-12。这些机车用于牵引亚细亚号列车。
二战结束后，12辆パシナ型机车被中国铁道部编为ㄆㄒ7型（PX7），1959年改称为胜利7型（SL7），编号范围为751-770。出于机车维护需要，部分胜利7型机车外观不再使用完全流线型车体。1980年前后于沈阳有751、753-755、757五辆机车的目击记录。而已于2016年3月的解散的满铁会在解散前亦有从中国索回胜利7型蒸汽机车的主张，但没有成功。

## 现存
| 中铁赋予之编号 | 制造厂商       | 制造时间 | 图片 | 现存地点                 | 备注                                   |
| -------------- | -------------- | -------- | ---- | ------------------------ | -------------------------------------- |
| SL7-751        | 满铁沙河口工厂 | 1934年   |      | 于沈阳铁路陈列馆静态展示 |                                        |
| SL7-757        | 川崎重工       | 1936年   |      | 于沈阳铁路陈列馆静态展示 | 该机车正面的“”车型标记实际上是错误的。 |

## 备注
1. ↑  依南满州铁道机车规则，パシ（发音为Pashi）系指 Pacifics型（太平洋式，车轴配置4-6-2）之蒸汽机车，之后再以イ（i）、ニ（ni）、サ（sa）、シ（si）、コ（ko）、ロ（ro）、ナ（na）、ハ（ha）、ク（ku）依序代表1～9号。因此パシナ为Pacifics型机车第7型，之前之后以此类推。
2. ↑  亚细亚号列车最初行驶于大连-新京（长春）路段，使用Pashina（パシナ）型机车。于1935年9月新京-哈尔滨路段改轨为标准轨后，延伸行驶至哈尔滨。当时新京-哈尔滨路段先使用Pashii（パシイ），于轨道标准提升后改用Pashiro（パシロ）。
3. ↑  满铁会（満鉄会）是1946年由中国东北返回日本的原南满洲铁道日籍员工所组建的一个组织，2013年4月变更组织名为满铁会情报中心（満鉄会情報センター）。